# Мацзу (острови)
26°09′00″ пн. ш. 119°56′00″ сх. д. / 26.15° пн. ш. 119.93333333333° сх. д.
Острови Мацзу (кит.: 馬祖 列島 — Мацзу ледао) — архіпелаг в північній частині Тайванської протоки, знаходиться під управлінням Китайської Республіки, поблизу берега провінції Фуцзянь Китайської Народної Республіки, на схід від міста Фучжоу.
Адміністративно складають повіт Ляньцзян (кит. 連江縣) провінції Фуцзянь Китайської Республіки.

## Клімат
Острови знаходяться у зоні, котра характеризується вологим субтропічним кліматом. Найтепліший місяць — серпень із середньою температурою 28.3 °C (83 °F). Найхолодніший місяць — лютий, із середньою температурою 10.6 °С (51 °F).
| Клімат о. Мацзу         | Клімат о. Мацзу | Клімат о. Мацзу | Клімат о. Мацзу | Клімат о. Мацзу | Клімат о. Мацзу | Клімат о. Мацзу | Клімат о. Мацзу | Клімат о. Мацзу | Клімат о. Мацзу | Клімат о. Мацзу | Клімат о. Мацзу | Клімат о. Мацзу | Клімат о. Мацзу |
| Показник                | Січ.            | Лют.            | Бер.            | Квіт.           | Трав.           | Черв.           | Лип.            | Серп.           | Вер.            | Жовт.           | Лист.           | Груд.           | Рік             |
| Абсолютний максимум, °C | 21              | 22              | 23              | 28              | 28              | 33              | 33              | 35              | 34              | 30              | 26              | 24              | 35              |
| Середній максимум, °C   | 13              | 12              | 15              | 18              | 22              | 26              | 30              | 30              | 28              | 25              | 20              | 16              | 21              |
| Середня температура, °C | 10              | 10              | 12              | 16              | 20              | 24              | 27              | 28              | 26              | 22              | 18              | 13              | 19              |
| Середній мінімум, °C    | 8               | 8               | 10              | 14              | 18              | 23              | 25              | 26              | 24              | 20              | 16              | 11              | 17              |
| Абсолютний мінімум, °C  | 2               | 0               | 3               | 7               | 12              | 17              | 22              | 23              | 18              | 11              | 8               | 5               | 0               |
| Норма опадів, мм        | 30              | 90              | 90              | 80              | 180             | 130             | 60              | 120             | 160             | 30              | 20              | 30              | 1090            |
| Днів з дощем            | 3               | 8               | 8               | 7               | 11              | 8               | 2               | 4               | 5               | 2               | 2               | 2               | 68              |
| Вологість повітря, %    | 78              | 83              | 86              | 84              | 88              | 89              | 86              | 85              | 81              | 73              | 76              | 78              | 82              |
| ----------------------- | --------------- | --------------- | --------------- | --------------- | --------------- | --------------- | --------------- | --------------- | --------------- | --------------- | --------------- | --------------- | --------------- |
| Джерело: Weatherbase    |                 |                 |                 |                 |                 |                 |                 |                 |                 |                 |                 |                 |                 |

## Історія
В 1954 і 1958 роках острови Мацзу разом із сусідніми островами двічі ставали центром протистояння Китайської Народної Республіки, з одного боку, і Китайською Республікою та Сполученими Штатами Америки, з іншого боку.
В серпні 1954 року Народно-визвольна армія Китаю, або НВАК, здійснила артилерійський обстріл Мацзу та сусідньої групи островів Цзіньмень, що стало початком Першої кризи у Тайванській протоці. Обстріли із перервами продовжувались до закінчення кризи у травні 1955 року, втім самі острови,на відміну від островів Іцзяншань, залишились під фактичним контролем Китайської Республіки.
У серпні 1958 року Мацзу та Цзіньмень повторно стали цілями артилерійської атаки НВАК, що спричинило початок Другої кризи у Тайванській протоці. 4 вересня 1958 року уряд КНР випустив декларацію про розширення межі власних територіальних вод, згідно з якою  Мацзу та низка інших островів потрапляли у межі територіальніх вод КНР. Втім, протягом кризи НВАК не здійснили жодної спроби фактичного захоплення архіпелагу. Починаючи з 25 жовтня, обстріли продовжувались лише у непарні числа місяця. Криза завершилась у грудні 1958 року збереженням статус-кво.

## Населення
2010 році населення становить 9944 осіб.
| Острів (укр.) | Острів (англ.) | Острів (кит.) | Населення, чол. (2010) | Площа, км² |
| ------------- | -------------- | ------------- | ---------------------- | ---------- |
| Бейгань       | Beigan         | 北竿鄉        | 1801                   | 9,9        |
| Дунінь        | Dongyin        | 東引鄉        | 1053                   | 3,8        |
| Цзюйгуан      | Juguang        | 莒光鄉        | 1186                   | 4,7        |
| Наньган       | Nangan         | 南竿鄉        | 5904                   | 10,4       |